# Laurie Tamara Simpson
Laurie Tamara Simpson (San Juan, 26 de outubro de 1969) é uma modelo e rainha de beleza de Porto Rico que venceu o concurso Miss Internacional 1987. 
Ela foi a primeira de seu país a vencer este concurso e atualmente é conhecida apenas como Lauri Simpson, tendo eliminado um "e" de seu nome.

## Participação em concursos de beleza
Lauri foi Miss Porto Rico 1987 e em maio do mesmo ano participou do Miss Universo, onde ficou em 5º lugar. 
Já em setembro, Lauri foi para Tóquio participar do Miss Internacional 2014, que ela acabou vencendo ao derrotar outras 46 candidatas. 

## Vida pós-concursos
Após se casar com um empresário, ela se mudou para a Suíça. O casal teve dois filhos, mas se divorciou após ela descobrir uma traição do marido.
Atualmente ela é treinadora de fitness, zumba e pilates. 
Em 2018 ela tentou uma vaga no Nuestra Belleza Latina. 